# فلفل برزیلی
فلفل برزیلی (نام علمی: Schinus terebinthifolia) گیاهی زینتی متعلق به خانواده پسته‌ایان است و در نواحی گرمسیری آمریکای لاتین در کشورهای برزیل، آرژانتین و پرو یافت می‌شود. این درختچه از گونه‌های گیاهی مهاجم است.

## ویژگی‌های درختچه فلفل برزیلی
این گیاه دارای ریشه کم‌عمقی است و بلندی آن بین ۱۰–۷ می‌باشد. میوه این درختچه به شکل و اندازه فلفل است و به این دلیل میوه صورتی رنگ آن را فلفل صورتی می‌نامند و هیچ ارتباطی به فلفل واقعی ندارد.

## کاربرد
- استفاده دارویی از این گیاه سابقه‌ای بسیار طولانی دارد.
- رنگ زیبا، عطر و طعم میوه این درخت آن را ادویه ای مناسب می‌سازد.
- این درختچه در احیای جنگل بکار می‌آید زیرا بذر بسیاری تولید می‌کند و اگر تنه آن قطع شود، پاجوش به‌وجود آورده و گسترش پیدا می‌کند.
- بومیان منطقه از پوست درخت، برگ، بذر و میوه فلفل برزیلی استفاده داروئی می‌کنند. برای بهبود زخم و ویژگی ضدمیکروبی، کمک به هضم و مدر بودن، از این گیاه استفاده می‌شود. شیره گیاه در پرو کاربرد گندزدائی دارد. دیگر کاربردها دم‌کردن برگ آن برای سرماخوردگی و نیز خاصیت ضد افسردگی و کنترل فشارخون می‌باشد و نیز به عنوان مسکن درد دندان و رماتیسم بکار می‌رود.[۲][۳][۴]